# Cryptelytrops andersonii
Cryptelytrops andersonii este o specie de șerpi din genul Cryptelytrops, familia Viperidae, descrisă de Theobald 1868. Conform Catalogue of Life specia Cryptelytrops andersonii nu are subspecii cunoscute.